# Armored Core 4
Armored Core 4 es un videojuego para la PlayStation 3 y Xbox 360. Este es la 12.ª entrega de la serie Armored Core de From Software, a pesar de estar titulado Armored Core 4. Armored Core 4 está ambientado en el futuro, donde una inminente gran guerra potencialmente dejara a las naciones de la tierra devastadas y sus respectivos gobiernos asumidos por las empresas. El juego presenta un sistema personalizado para la personalización de los mecanismos del jugador en línea y un modo donde los jugadores pueden luchar entre sí por la PlayStation Network o Xbox Live. El juego es el hermano espiritual de otro juego de From Software del tipo mecha, Chromehounds. El primer juego de Armored Core fue desarrollado a lo largo de una década antes de que Chromehounds fuera desarrollado de manera que muchos creen que Chromehounds era sólo un proyecto para experimentar si los fanes de la serie Armored Core les gustaría. Además, los enemigos de Chromehounds tenían la mayoría, si no todos, los mismos emblemas que tenían los enemigos de Armored Core 4, Chromehounds fue lanzado meses antes de Armored Core 4.

## Recepción
| X-Play        | 3 de 5      |
| Gamespot      | 7.7 de 10   |
| IGN           | 5.9 de 10   |
| GameVideos    | 8.4 de 10   |
| Game Trailers | 7.3 de 10   |
| GameStats     | 86.5 de 100 |
| 1UP.com       | 5.9 de 10   |
| GamesRadar    | 6 de 10     |
| Worth Playing | 6.5 de 10   |
| GameZone      | 6.7 de 10   |
| TeamXbox      | 6.2 de 10   |

- Datos: Q2707847